# Bevolkingsdichtheid

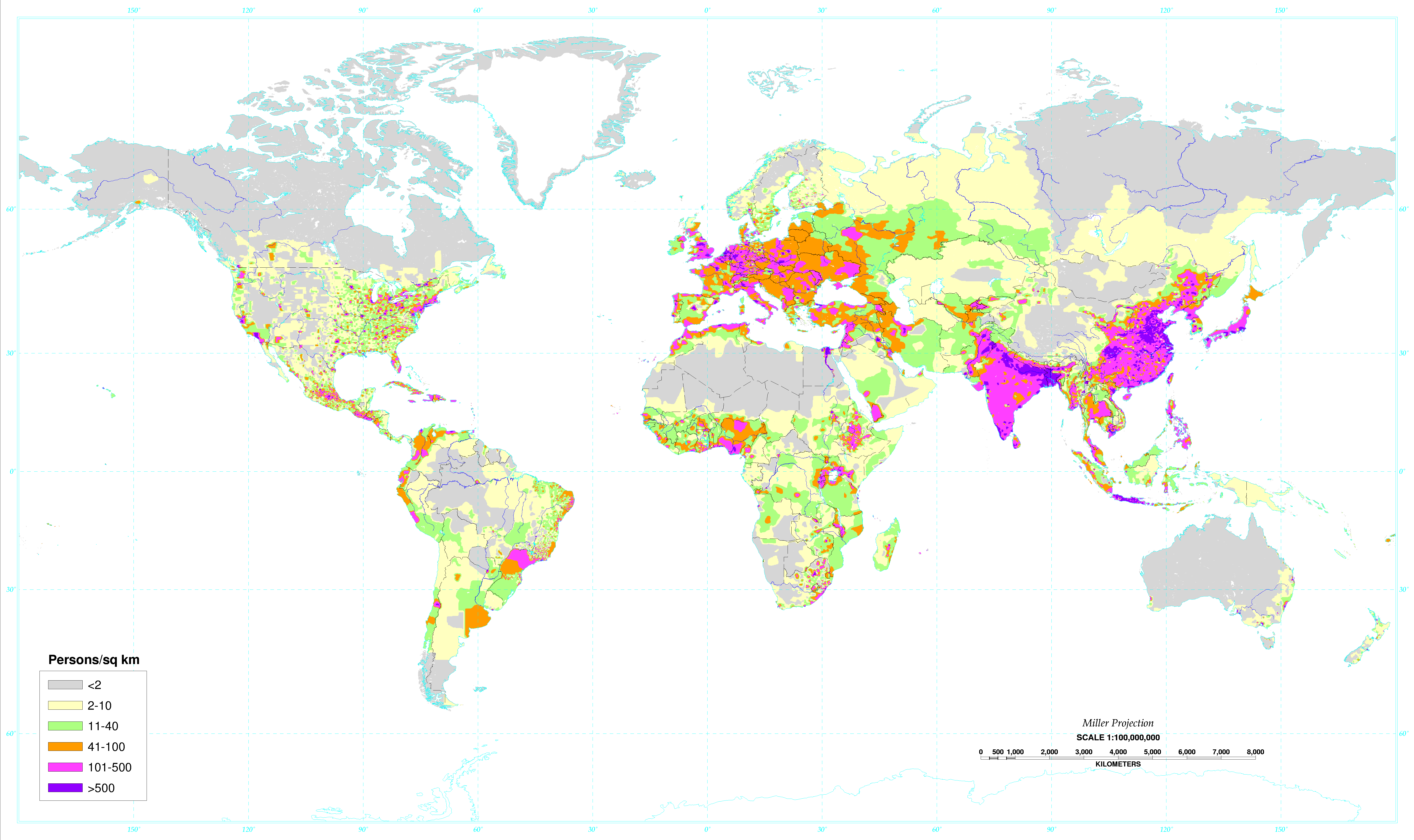
Bevolkingsdichtheid per regio

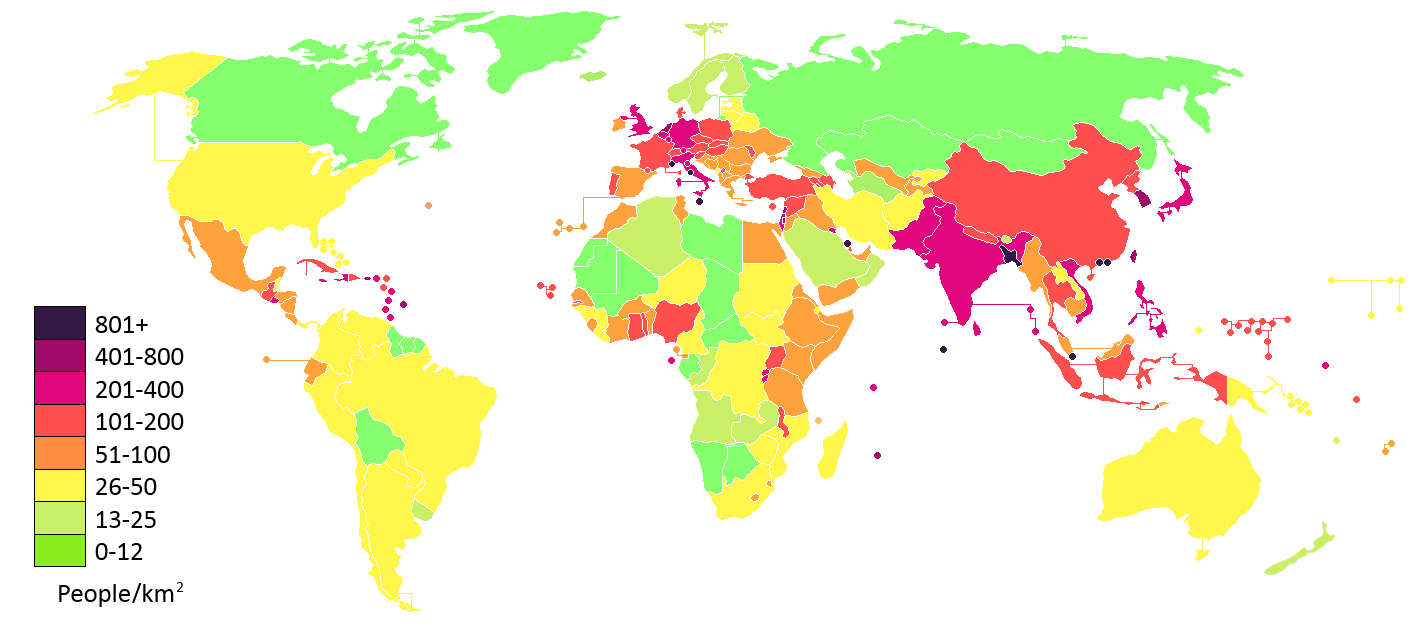
Bevolkingsdichtheid per land

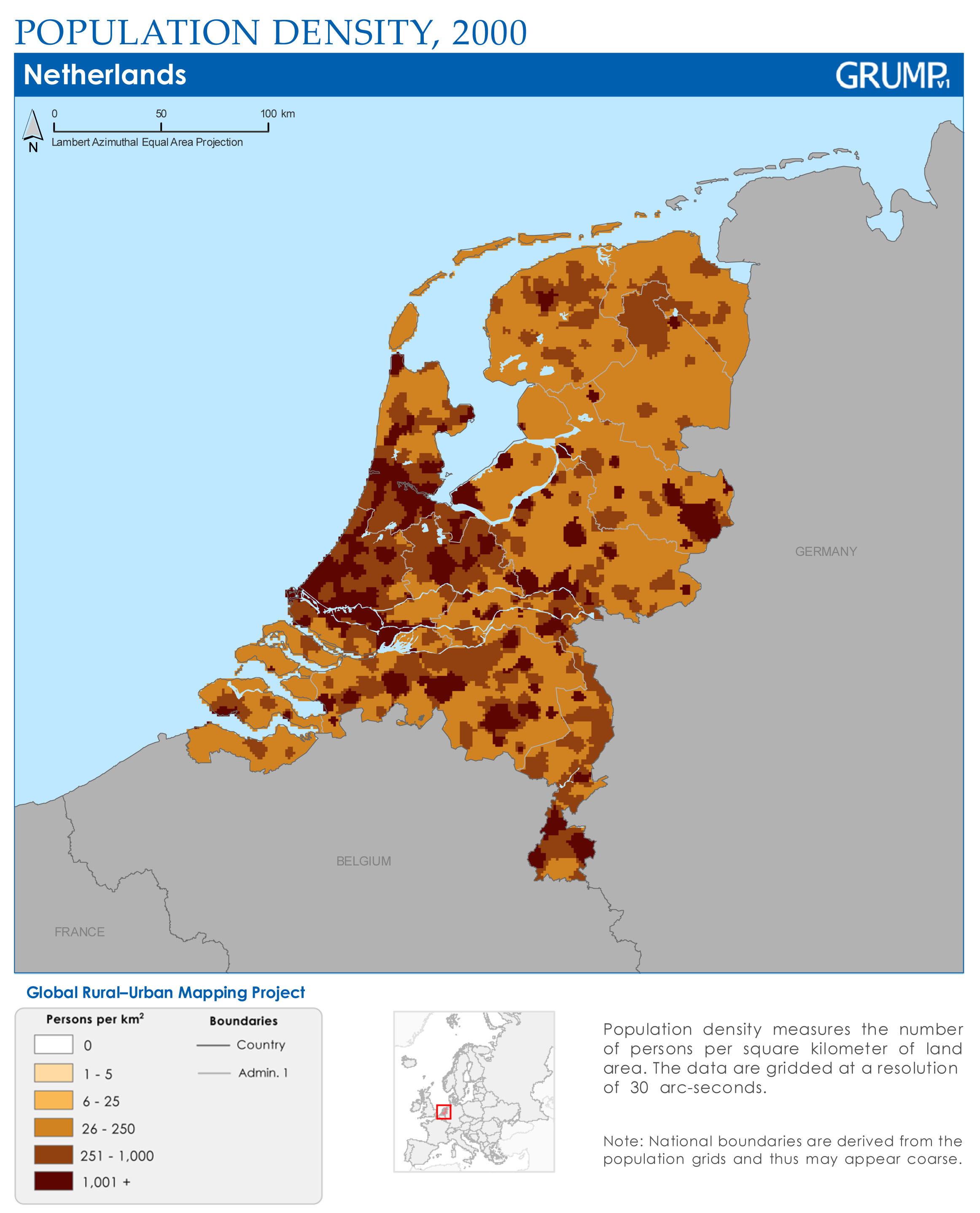
Bevolkingsdichtheid in Nederland

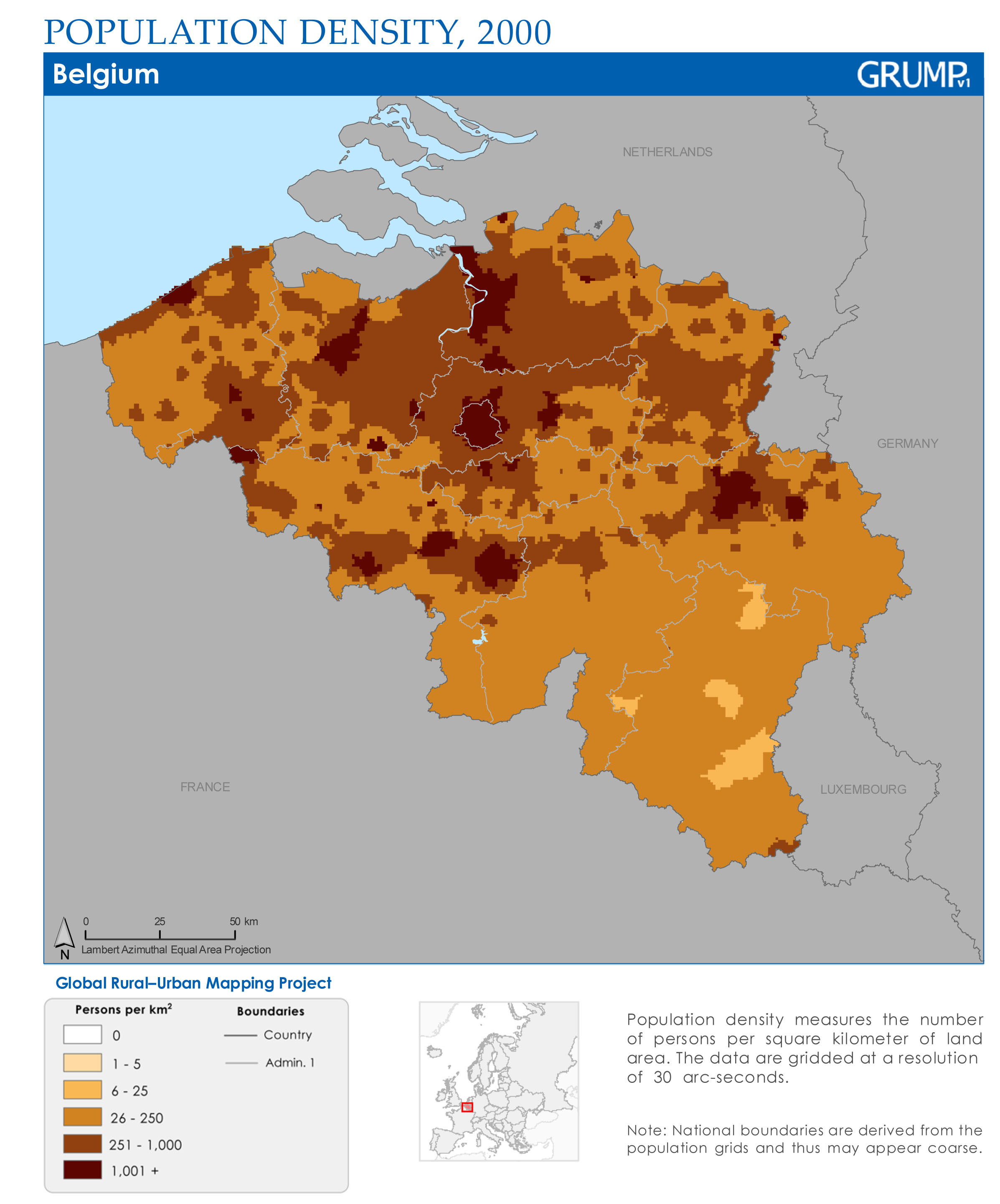
Bevolkingsdichtheid in België

De bevolkingsdichtheid of relatieve bevolking geeft de verhouding aan tussen het aantal inwoners en de oppervlakte van een bepaald topografisch gebied. Meestal wordt de bevolkingsdichtheid uitgedrukt in het aantal inwoners per vierkante kilometer. Soms is dat ook per vierkante mijl (ca. 2,5 km²) of per hectare (ha). Bij dieren wordt soms ook het begrip bevolkingsdichtheid gebruikt, maar meestal populatiedichtheid.
In 2018 woonden er ruim 7,46 miljard mensen op de wereld. Dit zijn er 52 per vierkante kilometer landoppervlak en 15 per vierkante kilometer over het hele oppervlak.
Verwant aan de bevolkingsdichtheid is de adresdichtheid, die aangeeft hoeveel huisadressen er zijn op 1 km² van het betrokken gebied.

## Definitie
De bevolkingsdichtheid wordt berekend door het inwonertal te delen door de oppervlakte:
bevolkingsdichtheid = inwonertaloppervlakte
Hierbij kunnen verschillen optreden, doordat soms het wateroppervlak, zoals meren en inhammen, wordt meegerekend in de oppervlakte van het gebied.
In een aantal andere gevallen zou het kunnen dat territoriale gebieden (bijvoorbeeld Franse overzeese gebiedsdelen) niet meetellen in de cijfers. Meestal kan er echter van worden uitgegaan dat het hoofdgebied van het land als uitgangspunt wordt genomen. Landen die uit niet meer dan stadstaten bestaan, hebben uiteraard een zeer hoge bevolkingsdichtheid.

## Dun- en dichtbevolkt
Om vergelijkingen te kunnen maken, wordt het aantal inwoners per gebied soms gelabeld als dun- of dichtbevolkt. Binnen een gebied spreekt men soms van bevolkingsspreiding. Een (volledig) gelijkmatige bevolkingsspreiding komt in de werkelijkheid niet voor. Bij een ongelijkmatige bevolkingsspreiding is er sprake van gebieden met een hoge (gebieden met een bevolkingsconcentratie) resp. lage bevolkingsdichtheid (vrijwel "lege" gebieden).
Zo zou men in Nederland onderscheid kunnen maken tussen een grotendeels plattelandsgebied als de drie noordelijke provincies (Groningen, Friesland en Drenthe; dunbevolkt) en de drie 'Randstadprovincies' (Noord-Holland, Utrecht en Zuid-Holland; dichtbevolkt). Tussen staten zijn er grote verschillen in bevolkingsdichtheid. Nog onregelmatiger gespreid is de bevolking in Suriname, waar het grootste deel van de bevolking te vinden is in het noorden van het land, langs de kust.

## Records
- De dichtst bevolkte gemeente van België is Sint-Joost-ten-Node (23.173 inw./km²)
- De dichtst bevolkte gemeente van Nederland is Den Haag (6.861 inw./km²)
- Het dichtst bevolkte onafhankelijke land ter wereld is Monaco (19.500/km² (2019))
- De dunst bevolkte gemeente van België is Vresse-sur-Semois (24 inw./km²)
- De dunst bevolkte gemeente van Nederland is Schiermonnikoog (24 inw./km²)
- Het dunst bevolkte onafhankelijke land ter wereld is Mongolië (2/km² (2020))
- Het dunst bevolkte afhankelijke land ter wereld is Groenland (0,027/km² (2020))